# Sokolarți, Sliven
Sokolarți (în bulgară Соколарци) este un sat în comuna Kotel, regiunea Sliven,  Bulgaria. 

## Demografie
Componența etnică a satului Sokolarți
     Turci (96,78%)
     Bulgari (3,01%)
     Nicio identificare (0,2%)
     Altele (0%)
La recensământul din 2011, populația satului Sokolarți era de 498 locuitori. Din punct de vedere etnic, majoritatea locuitorilor (96,78%) erau turci, cu o minoritate de bulgari (3,01%). Pentru 0,2% din locuitori nu este cunoscută apartenența etnică.